# Contea di Marshall (Mississippi)
La contea di Marshall ( in inglese Marshall County ) è una contea dello Stato del Mississippi, negli Stati Uniti. La popolazione al censimento del 2000 era di 34 993 abitanti. Il capoluogo di contea è Holly Springs.